# Chucky Jeffery
Janeesa Desiree Jeffery, detta Chucky (Colorado Springs, 8 maggio 1991), è una cestista statunitense, professionista nella WNBA.

## Carriera
È stata selezionata dalle Minnesota Lynx al secondo giro del Draft WNBA 2013 (24ª scelta assoluta).